# Simhamukha

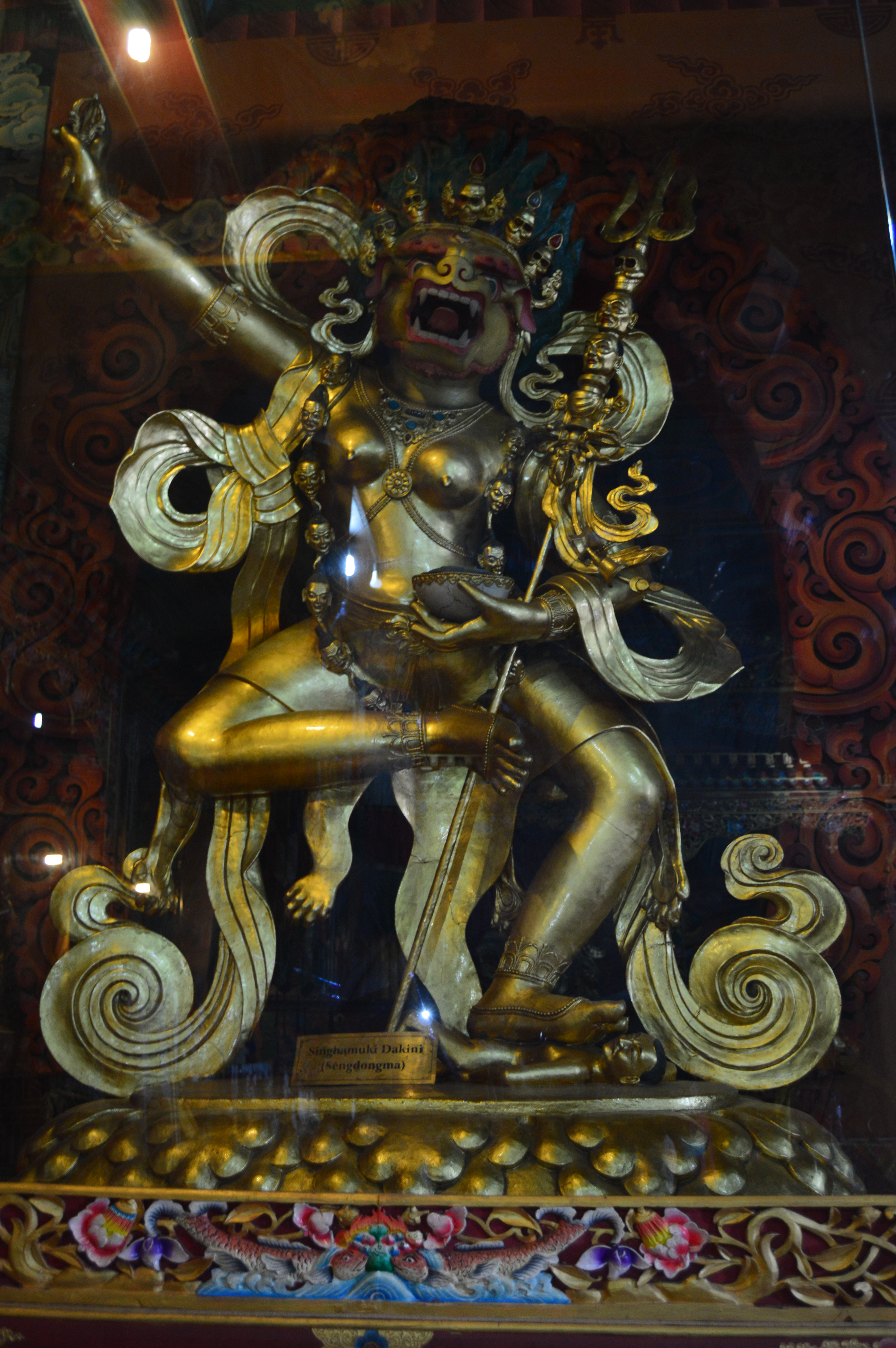
Estatua de Singhamukha en el monasterio de Guru Lhakhang en Katmandú.

Simhamukha o Senge Dongma (en sánscrito: सिंहमुख, AITS: Siṃhamukhā, en tibetano: sen-ge’i gdong ma) es una deidad tántrica femenina del budismo tibetano con cara de león y cuerpo de mujer. Es conocida también como la «Dakini con rostro de león». 
La boca se representa con un rugido que simboliza la furia indómita y la risa jubilosa. Por lo general todo el cuerpo se representa en azul aunque en algunas ocasiones la cabeza es blanca.
Se le considera una deidad apotropaica capaz de eliminar obstáculos y fuerzas negativas a los que se enfrenta el crecimiento espiritual y protegiendo al practicante de ataques físicos y energéticos que son aislados y desterrados a su lugar de origen. Dentro de los obstáculos se considera especialmente la contaminación ambiental y los problemas emocionales y de salud asociados.

## Etimología
La palabra en sánscrito Simhamukha puede traducirse como 'rostro de león':
- Simha (en sánscrito: सिंह, AITS: siṃha), que significa 'león'.[6]
- Mukha (en sánscrito: मुख, AITS: mukha), que significa 'rostro'.[7]

## Origen
Según una terma (en tibetano: gong ter, 'un tesoro de la mente') de la escuela Nyingma, Senge Dongma es una manifestación de Padmasambhava, una forma espiritual secreta de Gurú Rinpoche específica para eliminar obstáculos espirituales y la negatividad. Los adeptos suelen visualizar a Padmasambhava como Simhamukha durante sus prácticas meditativas. Se le atribuye a Tertön Sogyal el descubrimiento y transcripción de la terma que encontró en una remota ermita.

## Simhamukha mudra

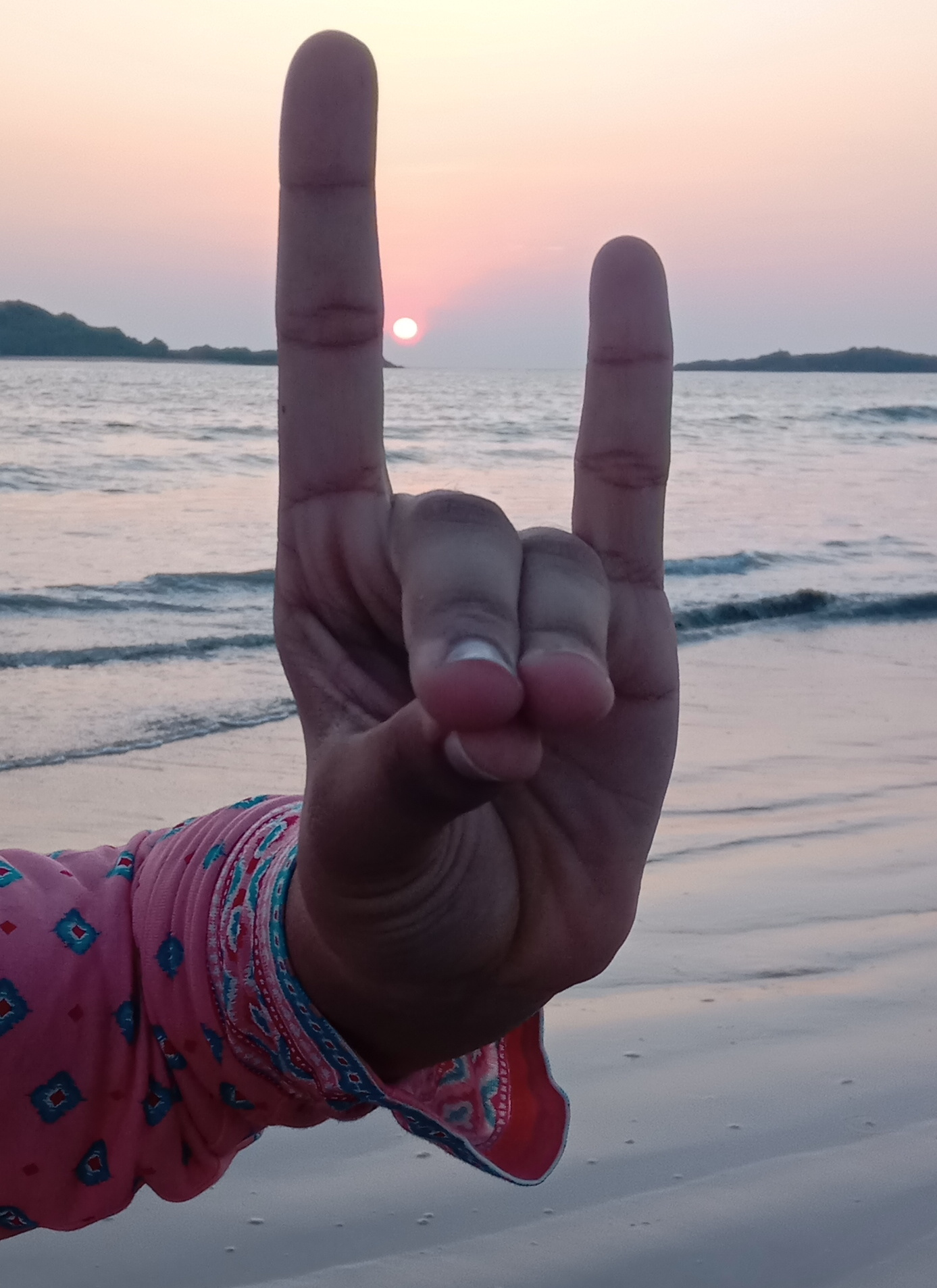
Siṃhamukhāmudrā simboliza coraje en la danza Bharatanatyam.

El Simhamukha mudra o Simhamukha Hasta es un mudra en donde el dedo pulgar se presiona con los dedos medio y anular mientras los dedos índice y meñique se mantienen derechos y hacia arriba. Es un mudra utilizado en la danza Bharatanatyam, un tipo de danza clásica de la India. En esta danza, el Siṃhamukhāmudrā simboliza coraje.